# Свети Ђурађ (Доњи Михољац)
Свети Ђурађ је насељено место у саставу града Доњег Михољца у Осјечко-барањској жупанији, Република Хрватска.

## Историја
До територијалне реорганизације у Хрватској налазио се у саставу старе општине Доњи Михољац.

## Становништво
На попису становништва 2011. године, Свети Ђурађ је имао 826 становника.

## Попис1991.
На попису становништва 1991. године, насељено место Свети Ђурађ је имало 954 становника, следећег националног састава:
| Попис 1991.‍ | Попис 1991.‍ | Попис 1991.‍ | Попис 1991.‍ | Попис 1991.‍ |
| ----------- | ----------- | ----------- | ----------- | ----------- |
|             |             |             |             |             |
| Хрвати      | Хрвати      |             | 936         | 98,11%      |
| Југословени | Југословени |             | 6           | 0,62%       |
| Срби        | Срби        |             | 4           | 0,41%       |
| Мађари      | Мађари      |             | 2           | 0,20%       |
| Македонци   | Македонци   |             | 1           | 0,10%       |
| непознато   | непознато   |             | 5           | 0,52%       |
| укупно: 954 |             |             |             |             |